# Lacs des Miares
Les lacs des Miares sont des lacs pyrénéens français situés administrativement dans la commune d’Azet dans le département des Hautes-Pyrénées en région Occitanie.
Ce sont des lacs naturels qui ont une superficie de 0,5 ha pour une altitude de 2 528 m.

## Géographie
Les lacs sont situés en vallée d'Aure à l’est de la vallée du Rioumajou, dans le sud-est du département français des Hautes-Pyrénées.

Ils sont entourés de nombreux pics comme le pic d'Arrouyette (2 803 m), le pic de Sarrouyes (2 676 m), entre les crêtes de Bassiouente et de Parraouis.

### Topographie
| Pic de Sarrouyes (2 676 m) |                    | Lac de Sarrouyes                          |
|                            | lacs des Miares    |                                           |
|                            | Crête de Parraouis | Pic d'Arrouyette ou Pic d'Estos (2 803 m) |

### Hydrologie
Les lacs ont pour émissaire le ruisseau de Sarrouyes qui rejoint le ruisseau d’Ourtigué affluent droit de la Neste d'Aure.

## Protection environnementale
Les lacs font partie d'une zone naturelle protégée, classée ZNIEFF de type 1 : Haute vallée d'Aure en rive droite, de Barroude au col d'Azet

## Voies d'accès
Pour atteindre les lacs versant est, au départ sud de la station du Val-Louron, il faut passer par un chemin en direction du lac de Sarrouyes.